# Klinkby Station
Klinkby Station er en dansk jernbanestation i landsbyen Klinkby i det nordlige Vestjylland.
Klinkby
| Foregående station |  | Midtjyske Jernbaner                  |  | Efterfølgende station   |
| ------------------ |  | ------------------------------------ |  | ----------------------- |
| Ballebymod Vemb    |  | Lemvigbanen Vemb - Lemvig - Thyborøn |  | Nejrupmod Thyborøn Havn |

| Jernbane | Spire Denne jernbaneartikel er en spire som bør udbygges. Du er velkommen til at hjælpe Wikipedia ved at udvide den. |

|  | Denne artikel om stationen Klinkby Station kan blive bedre, hvis der indsættes et (bedre) billede. Du kan hjælpe ved at afsøge Wikimedia Commons for et passende billede eller uploade et godt billede til Wikimedia Commons iht. de tilladte licenser og indsætte det i artiklen. |

56°33′54″N 8°13′13″Ø / 56.56500°N 8.22028°Ø